# 스위스 가족의 로빈슨
스위스 가족의 로빈슨(독일어: Der Schweizerische Robinson)은 1812년에 처음 출판된 요한 데이비드 위스의 소설로 오스트레일리아 포트잭슨 만으로 가는 도중 동인도 제도에서 난파된 스위스 가족과 관련된 소설이다. 

## 역사
스위스의 목사 요한 데이비드 위스가 쓴 이 소설은 그의 아들 요한 루돌프 위스가 편집하고 또 다른 아들인 요한 에마누엘 위스가 삽화를 그린 것으로, 그의 네 아들에게 가족의 가치, 검소, 자연계의 이용과 자립에 대해 가르치기 위한 것이었다. 교육에 대한 위스의 입장은 장자크 루소의 가르침과 일맥상통하며, 많은 장들은 소박, 검소, 협력과 같은 기독교 중심의 도덕적 교훈을 포함한다.
위스는 자연사와 물리 과학의 교훈을 주기 위해 모험을 제시한다. 이것은 비슷한 시기에 출판된 어린이를 위한 다른 교육 서적들과 유사하다. 여기에는 샬롯 터너 스미스의 <시골 산책: 젊은이에게 유용한 대화>(1795년), 람블스 파더 <시골 산책의 후속>(1796년), <젊은이들을 위한 새의 자연사>(1807년)가 포함된다. 그러나 위스의 소설에서 난파선 선원 이야기와 "스위스 가족 로빈슨"이라는 제목의 "로빈슨"은 1719년에 출판된 다니엘 데포의 <로빈슨 크루소>를 모델로 한 것이다.
이 책에서는 지리적으로 불가능하며 한 섬에 같이 있을 수 없는 대형 포유류와 식물들이 등장하는데 어린이들의 교육, 영양, 의복, 편리를 위한 것이다.
이 책의 내용들이 일부 추가, 변경, 삭제된 여러 판본들이 출판되었다. 아마도 가장 잘 알려진 영어 판본은 1879년에 출판된 William H. G. Kingston에 의한 것이다. 이것은 프리츠, 프란츠, 에르네스트, 잭의 추가적인 모험을 더한 이사벨 드 몽톨리에우의 1813년 프랑스어 각색과 1824년 수정 각색(37장부터)한 Le Robinson suisse, ou, Journal d'un père de famille, naufragé avec ses enfants에 바탕을 두고 있다. 위스와 몽톨리에우의 이야기를 모두 포함했다고 하는 다른 영어판으로는 W. H. Davenport Adams(1869-1910)와 H. B. Pauell 부인(1879년)의 작품이 있다. 카펜터와 프리차드가 <The Oxford Companion to Children's Literature> (Oxford, 1995)에 쓴 것처럼 "지난 2세기 동안의 모든 확장과 생략(이것은 오랫동안 행해진 요약, 압축, 기독교화, 디즈니 작품화를 포함한다)은 위스의 원래 이야기를 가려버린지 오래다." 원본과 가장 가까운 영어 번역은 윌리엄 고드윈의 1816년 번역으로, 펭귄 클래식으로 출판되었다.
많은 영화와 텔레비젼의 각색 작품에서 "로빈슨" 가족이라고 하지만 스위스식 이름은 아니다. 로빈슨이라는 가족 이야기가 아니라 로빈슨 크루소와 같은 종류의 모험 소설임을 표시하기 위해 "스위스 로빈슨"이라고 한다. 

## 줄거리

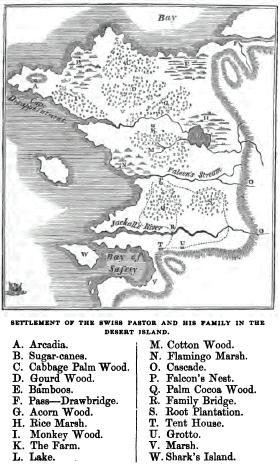

이 소설은 폭풍 속에서 항해를 하는 가족의 이야기에서 시작한다. 다른 사람들은 모두 탈출하고 윌리엄과 엘리자베스 부부와 4명의 자녀 (프리츠, 에르네스트, 자크, 프란시스)만 홀로 남겨진다. 배가 뒤집어지고 아버지 윌리엄은 그들을 구해달라고 신께 기도한다. 그 날 밤을 버티고 가족들은 열대 무인도를 발견한다. 아침에 그들은 암초 너머에 보이는 그 섬에 내리기로 결정한다. 많은 노력을 들여 욕조로 그릇을 만든다. 음식과 탄약, 그들이 안전하게 운반할 수 있는 물품을 욕조에 채운후에 섬으로 향한다. 투르크와 유노라는 2마리의 개도 함께 간다. 이 배의 창고에 있던 가축들( 소 한 마리, 당나귀 한마리, 두 마리 염소, 여섯 양,  숫양 한 마리, 돼지 한마리, 닭 여러마리, 오리 여러마리, 거위 여러마리, 비둘기 여러마리)과 총, 화약, 목공 도구, 서적, 쪽배, 식량도 가지고 간다. 
그 섬에 도착하자 가족들은 임시 캠프를 세운다. 아버지 윌리엄은 그들이 섬에서 오랫동안 살 준비를 해야 한다는 것을 알고 즉시 필요한 물품 만큼이나 앞으로 필요한 식량을 걱정한다. 다음날 윌리엄과 그의 장남 프리츠는 섬을 탐험하며 보낸다.
가족들은 그 다음 며칠 동안 배고픔에 시달린다. 윌리엄과 프리츠는 해안의 욕조에서 유용한 것들을 모두 옮겨 온다. 가축들은 섬으로 데려온다. 또한 화기, 탄약, 잠자는 해먹, 목공 도구, 목재, 조리기구, 식기, 접시 등도 있다. 처음에 그들은 나무집을 짓지만 시간이 지나면서 (엄마 엘리자베스가 계단을 내려오다 다친 후에) 동굴에 더 영구적인 주거지를 마련한다. 프리츠는 그들의 섬 다른 곳에서 난파된 젊은 영국 여성(제니 몬트로즈)을 구출한다.
이 책은 10년 이상의 이야기를 다룬다. 윌리엄과 나이든 소년들은 섬의 다양한 환경을 탐험하고 여러 장소를 집과 정원으로 개발한다. 결국 아버지는 다시 세상을 볼 수 있을지 걱정한다. 마침내 가족들은 섬 근처에서 제니 몬트로즈를 찾고 있던 영국 선박을 발견한다. 선장은 그들이 섬에서 겪은 이야기가 담긴 일기장을 전해 받고 나중에 책으로 낸다. 가족 중 몇몇은 섬에 남아 평온한 삶을 선택하고 또 몇몇은 영국인들과 함께 유럽으로 돌아간다.

## 등장인물
이 책의 주요 등장인물(이사벨 드 몬톨리에우의 각색 및 후속판을 포함)은 다음과 같다. 
- 윌리엄(William) - 로빈슨 가족의 가장. 그는 이야기의 화자로 가족을 이끈다. 그는 가족이 마주치는 거의 모든 것에 대해 엄청난 양의 정보를 알고 있으며, 용기와 자립심을 보여주고 있다.
- 엘리자베스(Elizabeth) - 로빈슨 가족의 사랑스런 어머니. 그녀는 재봉 재료와 작물 종자 등 물자를 가득 담은 '마법 가방'을 들고 배를 떠나기 전부터 스스로 무장하는 총명하고 지략이 풍부하다. 그녀는 또한 매우 다재다능한 요리사로 호저수프에서 구운 펭귄까지 무엇이든 만든다.
- 프리츠(Fritz) - 네 명의 소년 중 가장 나이가 많은 15살이다. 프리츠는 총명하지만 충동적이다. 그는 가장 힘이 세고 많은 탐험에 아버지와 동행한다.
- 에르네스트(Ernest) - 소년들 중 둘째인 그는 13살이다. 어니스트는 가장 총명하지만 신체적으로 덜 활동적인 소년으로, 종종 그의 아버지에 의해 "게으른"이라고 묘사된다. 하지만 프리츠만큼 뛰어난 인물이다.
- 잭(Jack) - 남자아이들 중 세 번째로 나이가 많은 11살. 그는 무분별하고, 대담하고, 활달하며, 그룹에서 가장 빠르다.
- 프란츠(Franz, 때로는 Francis 로 번역되기도 한다) - 소년들 중 막내로 이야기가 시작될 때 8살이다. 그는 보통 어머니와 함께 집에 머문다.
- 투르크(Turk) - 영국 개.
- 주노(Juno) - 덴마크 개.
- 닙(Nip, 일부 판에서는 Knips 또는 Nips라고도 한다) - 개 투르크와 주노가 그의 어머니를 죽인 후 그 가족이 입양한 고아 원숭이. 독있는 과일을 검사하는데 이용된다.
- 팽스(Fangs) - 가족에 의해 길들여진 자칼.
- 제니 몬트로즈 (Jenny Montrose, 일부 판에서는 Emily 라고 한다) - 소설이 끝날 무렵 스모킹 록에서 발견된 영국 소녀. 그녀는 수줍어하지만 곧 그 가족에게 입양된다(독일어 원본에는 등장인물이 아니며 이사벨 드 몬톨리에에 의해 도입되었다).

소설에서 가족 성이 언급되지 않아 "로빈슨"으로 불리지 않는다. 그러나 1900년에  쥘 베른은 <조난자들>(또는 <제2의 조국>으로 알려짐)를 출판하여 원래의 난파선을 다시 도입한다. 이 속편에서 섬에서의 몇 해를 보내는 동안 가족들의 성은 체르맛(Zermatt)으로 되어 있다.